# 諸岡村
諸岡村（もろおかむら）は、石川県鳳至郡に存在した村である。

## 地理

### 隣接していた市町村
- 町
  - 門前町
- 村
  - 七浦村・黒島村・剱地村

## 歴史

### 沿革
- 1889年（明治22年）4月1日 町村制の施行により、鳳至郡道下村、鹿磯村、深見村、六郎木村及び勝田村を廃し、その区域をもって鳳至郡諸岡村を設置する。
- 1951年（昭和26年） 開拓者が入植した集落 字道下の区域の一部に字大生を設定する。
- 1954年（昭和29年）3月31日 鳳至郡門前町、七浦村、本郷村、諸岡村、黒島村及び浦上村を廃し、その区域をもって鳳至郡門前町を設置する。諸岡村の6大字は門前町に継承。

## 行政

### 村長
| 代 | 人                       | 氏名       | 就任                       | 退任                       | 備考 |
| -- | ------------------------ | ---------- | -------------------------- | -------------------------- | ---- |
| 1  | 1                        | 酒井政治   | 1889年（明治22年）5月3日   | 1890年（明治23年）1月19日  |      |
| 2  | 2                        | 田谷孫三郎 | 1890年（明治23年）3月6日   | 1890年（明治23年）9月5日   |      |
| 3  |                          | 酒井政治   | 1890年（明治23年）9月6日   | 1892年（明治25年）4月29日  |      |
| 4  | 3                        | 四柳省三郎 | 1892年（明治25年）4月30日  | 1893年（明治26年）1月18日  |      |
| 5  | 4                        | 山崎一造   | 1893年（明治26年）1月19日  | 1894年（明治27年）3月5日   |      |
| 6  | 5                        | 山崎勇太郎 | 1894年（明治27年）3月6日   | 1895年（明治28年）1月7日   |      |
| 7  |                          | 山崎一造   | 1895年（明治28年）1月8日   | 1900年（明治33年）2月27日  |      |
| 8  |                          | 山崎勇太郎 | 1900年（明治33年）2月28日  | 1904年（明治37年）3月27日  |      |
| 9  | 6                        | 宮永桂次郎 | 1904年（明治37年）3月22日  | 1908年（明治41年）3月21日  |      |
| 10 | 7                        | 杉本清太郎 | 1908年（明治41年）4月13日  | 1908年（明治41年）11月5日  |      |
| 11 | 8                        | 高坂次郎   | 1908年（明治41年）11月6日  | 1909年（明治42年）5月12日  |      |
| 12 |                          | 杉本清太郎 | 1909年（明治42年）8月19日  | 1913年（大正2年）7月28日   |      |
| 13 | 9                        | 宮丸喜作   | 1913年（大正2年）12月13日  | 1915年（大正4年）8月23日   |      |
| 14 | 10                       | 河内太郎松 | 1915年（大正4年）11月15日  | 1919年（大正8年）11月14日  |      |
| 15 | 11                       | 高松忠太郎 | 1920年（大正9年）1月8日    | 1924年（大正13年）1月7日   |      |
| 16 |                          | 宮丸喜作   | 1924年（大正13年）3月15日  | 1928年（昭和3年）3月14日   |      |
| 17 | 1928年（昭和3年）3月24日 | 宮丸喜作   | 1929年（昭和4年）8月21日   |                            |      |
| 18 | 1929年（昭和4年）9月17日 | 宮丸喜作   | 1933年（昭和8年）9月16日   |                            |      |
| 19 | 12                       | 岩城条吉   | 1933年（昭和8年）12月5日   | 1937年（昭和12年）12月4日  |      |
| 20 | 13                       | 山崎寅吉   | 1937年（昭和12年）12月16日 | 1941年（昭和16年）12月15日 |      |
| 21 | 13                       | 山崎寅吉   | 1941年（昭和16年）12月20日 | 1945年（昭和20年）12月19日 |      |
| 22 | 14                       | 宮丸忠茂   | 1946年（昭和21年）3月20日  | 1947年（昭和22年）4月4日   |      |
| 23 | 14                       | 宮丸忠茂   | 1947年（昭和22年）4月5日   | 1951年（昭和26年）4月4日   |      |
| 24 | 15                       | 中村友三郎 | 1951年（昭和26年）4月23日  | 1954年（昭和29年）3月30日  |      |

## 教育
- 諸岡村立諸岡中学校
- 諸岡村立諸岡小学校

## 交通

### 道路
- 国道249号
- 石川県道265号鹿磯港道下線

## 名所・旧跡・観光スポット・祭事・催事
- 観光スポット
  - 深見の桜滝
  - 門前モータースポーツ公園